# Semiothisa discata
Semiothisa discata là một loài bướm đêm trong họ Geometridae.